# Exochus puncticeps
Exochus puncticeps är en stekelart som beskrevs av Cameron 1886. Exochus puncticeps ingår i släktet Exochus och familjen brokparasitsteklar. Inga underarter finns listade i Catalogue of Life.